# Discodon neoteutonum
Discodon neoteutonum — вид жуків родини м'якотілок (Cantharidae). Описаний у 2022 році.

## Поширення
Ендемік Бразилії. Поширений у штаті Ріу-Гранді-ду-Сул на півдні країни. Мешкає у дощовому атлантичному лісі.